# ایمبولک
ایمبولک یکی از چهار جشنواره بزرگی ایرلندی می‌باشد که در اول و دوم فوریه برای گرامیداشت ایزدبانو بریژیت (از اعضای توآتا دی دانان) برگزار می‌شود. این ایزدبانو از زنان به هنگام زایمان محافظت می‌کرد، بر تولید آبجو نظارت داشت و به شاعری و پیشگویی ارتباط داشت. پس از مسیحیت، این ایزدبانو تبدیل در قالب قدیسه سنت بریژیت کیلداری پرستش می‌شد.